# 天満切子
天満切子（てんまきりこ）とは、大阪市北区の天満切子株式会社（切子工房RAU）が生んだオリジナルブランドのカットグラス（切子）であり、美術的工芸品である。

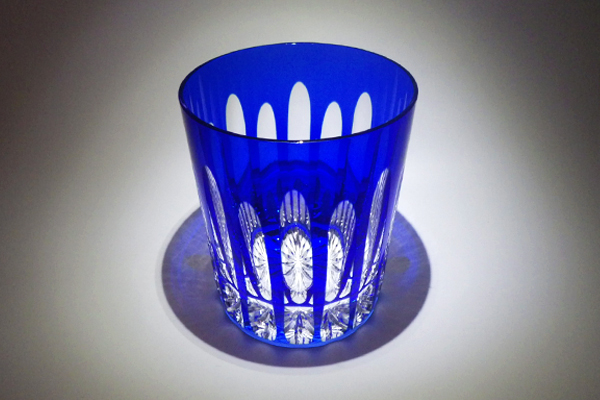
天満切子のグラス

## 特徴

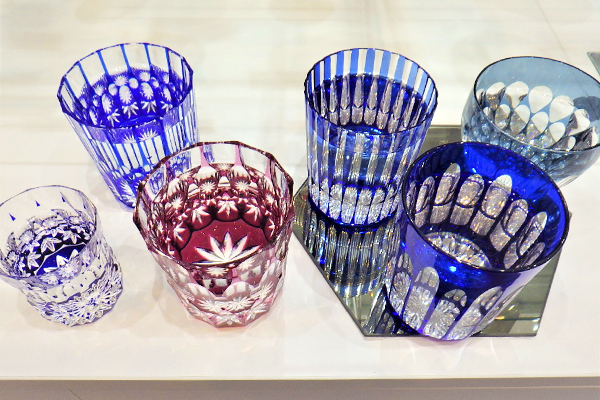
天満切子のガラス商品

「江戸切子」や「薩摩切子」は、主にV字形の刃を用いたシャープで規則的な模様が特徴である。これに対し「天満切子」は主にU字形の刃で蒲鉾掘りを施している。
手になじむ角のないカッティングで仕上げられ、薬品処理せず全ての工程を手作業で行う、手磨きと呼ばれる手間の掛かるつや出しをおこなっている。
グラスの底に刻んだ模様が側面部分に映り込むようにカッティングされ、酒を注ぐと光の屈折で底から徐々に模様が現れ、万華鏡のように輝く。鑑賞する美術品の要素と、実際に使われる美術的工芸品の要素を兼ね備えている。

## 大阪における切子製造の歴史

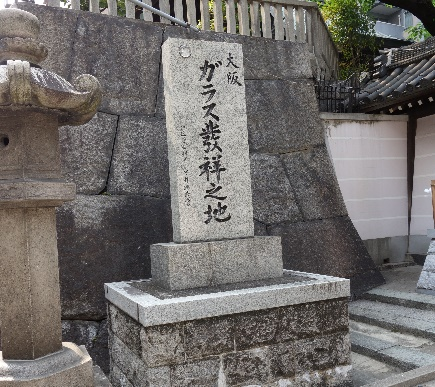
大阪ガラス発祥の地の碑

ガラス商人の播磨屋久兵衛は、江戸時代にオランダ人より伝えられたガラス製法を長崎で学んだ。その後大阪に持ち込み天満宮近くでガラス工芸を始めたといわれており、大阪天満宮正門脇には「大阪ガラス発祥の地」の碑が残っている。
1819年（文政2年）には渡辺朝吉が大坂にガラス工場を作った。同じ頃にガラス製造法が江戸に伝わった（江戸切子）といわれている。このためガラス製造の開始は江戸よりも大坂の方が早かったとされる。
1882年（明治15年）には大阪最初の洋式ガラス工場が新設され、同地に日本硝子会社が設立した。
1888年（明治21年）には日本硝子会社を退職した島田孫市が天満地区に島田硝子製造所を興す。島田孫市は大阪における洋式切子の端緒を開いた職人の一人であり、大阪の近代ガラスを象徴する人物だった。これ以後、大阪市北区・天満界隈の与力町・同心町を中心にガラス工場が増えていき、大阪のガラス産業は急速に膨張する。その業者の数は東京を凌いでいたとする書籍もあり、往時の盛況ぶりがうかがえる。ガラスのビー玉がはじめて国産化されたのも大阪市北区である。
その後、国内の競争や安い輸入品に押されて、隆盛を誇った大阪のガラス産業も衰退した。2010年代には「大阪ガラス発祥之地」である天満界隈からガラス工場はほとんど姿を消した。

## 切子工房RAUによる製品
1933年（昭和8年）に創業された宇良硝子加工所が1998年（平成10年）に切子工房RAUと屋号を改め、宇良武一が生み出した技法で作られた切子を「天満切子」と命名して商品化した。宇良武一が他界した後は、宇良孝次に事業が引き継がれる。
2016年（平成28年）9月5日放送の「SMAP×SMAP」（フジテレビジョン系列）において元大阪市長・橋下徹はSMAPメンバーに天満切子を贈呈した。
2019年（平成31年）に「天満切子株式会社・切子工房RAU」として法人化され、技術継承された職人達の手によって天満切子が作られており、その特徴を踏まえた新たなデザインの製品も生産されている。
2019年（令和元年）G20大阪サミットで各国首脳及び国際機関の長へ天満切子が国賓贈答品として贈られた。